# Anthony Bourdain: No Reservations
Anthony Bourdain: No Reservations é um programa de televisão americano sobre viagens e gastronomia produzido e exibido localmente pelo Travel Channel, transmitido internacionalmente pelo Discovery Travel & Living e pelo TLC. O apresentador do programa, o chef Anthony Bourdain, visita diversos países ao redor do mundo, além de cidades e locais dos próprios Estados Unidos, onde é recebido por diversos anfitriões que lhe apresentam à cultura e culinária local. A série estreou em 2005 no Travel Channel, completando 9 temporadas em 2012, data de seu encerramento. Seu formato e conteúdo é semelhante à série do mesmo Bourdain exibida em 2001 e 2002 pela Food Network, A Cook's Tour. Bourdain também escreveu um livro chamado Kitchen Confidential.

## Episódios

### 1.ª temporada
| n.º do episódio                     | Total | Título                                   | Data de exibição      |
| ----------------------------------- | ----- | ---------------------------------------- | --------------------- |
| 1–01                                | 1     | "France: Why the French Don't Suck"      | 25 de julho de 2005   |
| Paris, França                       |       |                                          |                       |
| 1–02                                | 2     | "Iceland: Hello Darkness My Old Friend"  | 1 de agosto de 2005   |
| Reykjavík, Islândia                 |       |                                          |                       |
| 1–03                                | 3     | "New Jersey"                             | 8 de agosto de 2005   |
| Nova Jérsei, EUA                    |       |                                          |                       |
| 1–04                                | 4     | "Vietnam: The Island of Mr. Sang"        | 15 de agosto de 2005  |
| Hanói, Mai Chau e Tuần Châu, Vietnã |       |                                          |                       |
| 1–05                                | 5     | "Malaysia: Into the Jungle"              | 22 de agosto de 2005  |
| Kuala Lumpur, Malásia               |       |                                          |                       |
| 1–06                                | 6     | "Sicily"                                 | 10 de outubro de 2005 |
| Sicília, Itália                     |       |                                          |                       |
| 1–07                                | 7     | "Las Vegas"                              | 17 de outubro de 2005 |
| Las Vegas, Nevada, EUA              |       |                                          |                       |
| 1–08                                | 8     | "Uzbekistan"                             | 24 de outubro de 2005 |
| Tashkent a Samarcanda, Uzbequistão  |       |                                          |                       |
| 1–09                                | 9     | "New Zealand: Down Under the Down Under" | 7 de novembro de 2005 |
| Nova Zelândia                       |       |                                          |                       |

### 2.ª temporada
Três episódios especiais foram ao ar em 2006, um antes da temporada, e dois depois.
| n.º do episódio | Total | Título                        | Data de exibição     |
| --- | ----- | ----------------------------- | -------------------- |
| Special | 10    | "Leftovers ("Sobras")"        | 27 de março de 2006  |
| 2–01 | 11    | "Asia Special: China & Japan" | 27 de março de 2006  |
| China e Japão |       |                               |                      |
| 2–02 | 12    | "South Florida"               | 3 de abril de 2006   |
| Miami, Flórida, EUA |       |                               |                      |
| 2–03 | 13    | "Peru"                        | 10 de abril de 2006  |
| Lima, Cusco e Machu Picchu, Peru |       |                               |                      |
| 2–04 | 14    | "Canada"                      | 17 de abril de 2006  |
| Québec, Canadá |       |                               |                      |
| 2–05 | 15    | "Sweden"                      | 24 de abril de 2006  |
| Estocolmo, Suécia |       |                               |                      |
| 2–06 | 16    | "Puerto Rico"                 | 1 de maio de 2006    |
| Porto Rico |       |                               |                      |
| 2–07 | 17    | "Japan"                       | 8 de maio de 2006    |
| Osaka, Japão |       |                               |                      |
| 2–08 | 18    | "US/Mexico Border"            | 22 de maio de 2006   |
| Piedras Negras, México; Texas |       |                               |                      |
| 2–09 | 19    | "India (Rajasthan)"           | 29 de maio de 2006   |
| Rajastão, Índia |       |                               |                      |
| 2–10 | 20    | "India (Kolkata/Bombay)"      | 5 de junho de 2006   |
| Calcutá e Bombaim, Índia |       |                               |                      |
| 2–11 | 21    | "Korea"                       | 12 de junho de 2006  |
| Seul, Coreia do Sul |       |                               |                      |
| 2–12 | 22    | "Indonesia"                   | 19 de junho de 2006  |
| Bali e Jakarta, Indonésia |       |                               |                      |
| Special | 23    | "Decoding Ferran Adriá"       | 3 de julho de 2006   |
| Bourdain viaja à Espanha e visita o laboratório de Ferran Adriá, célebre chef do El Bulli.                                                          |       |                               |                      |
| Special | 24    | "Anthony Bourdain in Beirut"  | 21 de agosto de 2006 |
| Documentário que mostra uma semana em julho de 2006, quando Bourdain e sua equipe ficaram presos em Beirute, no Líbano, em meio à Guerra do Líbano. |       |                               |                      |

### 3.ª temporada
A terceira temporada foi ao ar em duas partes: seis episódios no inverno de 2007, e nove no verão/outono de 2007. Dois episódios especiais também foram ao ar em 2007, como apêndices aos episódios regulares.
| n.º do episódio | Total | Título               | Data de exibição       |
| --- | ----- | -------------------- | ---------------------- |
| Special | 25    | "Leftovers 2"        | 1 de janeiro de 2007   |
| 3–01 | 26    | "Ireland"            | 1 de janeiro de 2007   |
| Dublin, Irlanda |       |                      |                        |
| 3–02 | 27    | "Ghana"              | 8 de janeiro de 2007   |
| Gana |       |                      |                        |
| 3–03 | 28    | "Pacific Northwest"  | 15 de janeiro de 2007  |
| Portland, Seattle |       |                      |                        |
| 3–04 | 29    | "Namibia"            | 22 de janeiro de 2007  |
| Namíbia |       |                      |                        |
| 3–05 | 30    | "Russia"             | 29 de janeiro de 2007  |
| Moscou, Rússia |       |                      |                        |
| 3–06 | 31    | "Los Angeles"        | 5 de fevereiro de 2007 |
| Los Angeles |       |                      |                        |
| 3–07 | 32    | "Shanghai"           | 30 de julho de 2007    |
| Xangai a Xangri-Lá, China |       |                      |                        |
| 3–08 | 33    | "New York City"      | 6 de agosto de 2007    |
| Nova York |       |                      |                        |
| 3–09 | 34    | "Brazil"             | 13 de agosto de 2007   |
| São Paulo, Brasil |       |                      |                        |
| 3–10 | 35    | "French Polynesia"   | 20 de agosto de 2007   |
| Taiti |       |                      |                        |
| 3–11 | 36    | "Cleveland"          | 27 de agosto de 2007   |
| Cleveland, Ohio |       |                      |                        |
| 3–12 | 37    | "Hong Kong"          | 3 de setembro de 2007  |
| Hong Kong |       |                      |                        |
| 3–13 | 38    | "Argentina"          | 10 de setembro de 2007 |
| Patagônia, Argentina |       |                      |                        |
| 3–14 | 39    | "South Carolina"     | 17 de setembro de 2007 |
| Carolina do Sul |       |                      |                        |
| 3–15 | 40    | "Tuscany"            | 24 de setembro de 2007 |
| Toscana, Itália |       |                      |                        |
| Special | 41    | "Especial de Festas" | 10 de dezembro de 2007 |
| Bourdain visita a família de seu irmão em Connecticut para as festas de fim de ano, com a banda Queens of the Stone Age como convidados especiais. |       |                      |                        |

### 4.ª temporada
Como na temporada anterior, a quarte temporada foi ao ar em duas partes: nove episódios no inverno de 2008, e dez no verão de 2008. Diversas fontes se referiram aos episódios de verão como "quinta temporada", porém num post de seu blog a respeito do episódio de 1 de setembro de 2008 Bourdain se referiu a ele como o episódio final da quarta temporada. Um episódio especial se seguiu aos episódios normais de 2008.
| n.º de episódios | Total | Título                               | Data de exibição        |
| --- | ----- | ------------------------------------ | ----------------------- |
| 4–01 | 42    | "Singapore"                          | 7 de janeiro de 2008    |
| Singapura |       |                                      |                         |
| 4–02 | 43    | "Berlin"                             | 14 de janeiro de 2008   |
| Berlim, Alemanha |       |                                      |                         |
| 4–03 | 44    | "Vancouver, BC"                      | 21 de janeiro de 2008   |
| Vancouver, Canadá |       |                                      |                         |
| 4–04 | 45    | "Greek Islands"                      | 28 de janeiro de 2008   |
| Creta a Zacinto, Grécia |       |                                      |                         |
| 4–05 | 46    | "New Orleans"                        | 4 de fevereiro de 2008  |
| New Orleans, Louisiana |       |                                      |                         |
| 4–06 | 47    | "London/Edinburgh"                   | 11 de fevereiro de 2008 |
| Londres e Edimburgo, Reino Unido |       |                                      |                         |
| 4–07 | 48    | "Jamaica"                            | 18 de fevereiro de 2008 |
| Jamaica |       |                                      |                         |
| 4–08 | 49    | "Romania"                            | 25 de feverero de 2008  |
| Transilvânia e Bucareste, Romênia |       |                                      |                         |
| 4–09 | 50    | "Hawaii"                             | 3 de março de 2008      |
| Havaí |       |                                      |                         |
| 4–10 | 51    | "Into the Fire NY"                   | 10 de março de 2008     |
| Brasserie Les Halles, Nova York |       |                                      |                         |
| 4–11 | 52    | "Laos"                               | 7 de julho de 2008      |
| Vientiane, Laos |       |                                      |                         |
| 4–12 | 53    | "Colombia"                           | 14 de julho de 2008     |
| Medellín e Cartagena, Colômbia |       |                                      |                         |
| 4–13 | 54    | "Saudi Arabia"                       | 21 de julho de 2008     |
| À convite de Danya Alhamrani, Bourdain e sua equipe visitam a sua cidade natal de Jidá, na Arábia Saudita.                                                                                        |       |                                      |                         |
| 4–14 | 55    | "Uruguay"                            | 28 de julho de 2008     |
| Uruguai |       |                                      |                         |
| 4–15 | 56    | "U.S. Southwest"                     | 4 de agosto de 2008     |
| Califórnia, Arizona, Novo México e Texas |       |                                      |                         |
| 4–16 | 57    | "Tokyo"                              | 11 de agosto de 2008    |
| Tóquio, Japão |       |                                      |                         |
| 4–17 | 58    | "Spain"                              | 18 de agosto de 2008    |
| Espanha |       |                                      |                         |
| 4–18 | 59    | "Egypt"                              | 25 de agosto de 2008    |
| Egito |       |                                      |                         |
| 4–19 | 60    | "So Long, Summer"                    | 1 de setembro de 2008   |
| Diversos clipes de episódios anteriores e extras |       |                                      |                         |
| Special | 61    | "At the Table with Anthony Bourdain" | 20 de outubro de 2008   |
| Bourdain, com os convidados Amy Sacco, Bill Buford, Ted Allen e Chris Wilson, janta no restaurante nova-iorquino WD-50, onde discutem diversos tópicos relacionados à gastronomia e restaurantes. |       |                                      |                         |

### 5.ª temporada
A quinta temporada foi outra temporada dividida, com 10 episódios que foram ao ar no inverno de 2009, e 10 episódios que se seguiram no verão.
| n.º de episódios                                           | Total | Título                                | Data de exibição        |
| ---------------------------------------------------------- | ----- | ------------------------------------- | ----------------------- |
| 5–01                                                       | 62    | "Mexico"                              | 5 de janeiro de 2009    |
| Puebla e Cidade do México                                  |       |                                       |                         |
| 5–02                                                       | 63    | "Venice"                              | 12 de janeiro de 2009   |
| Veneza                                                     |       |                                       |                         |
| 5–03                                                       | 64    | "Washington, D.C."                    | 19 de janeiro de 2009   |
| Washington, D.C.                                           |       |                                       |                         |
| 5–04                                                       | 65    | "Azores"                              | 26 de janeiro de 2009   |
| Açores, Portugal                                           |       |                                       |                         |
| 5–05                                                       | 66    | "Chicago"                             | 2 de fevereiro de 2009  |
| Chicago                                                    |       |                                       |                         |
| 5–06                                                       | 67    | "Food Porn"                           | 9 de fevereiro de 2009  |
| Trechos diversos                                           |       |                                       |                         |
| 5–07                                                       | 68    | "Philippines"                         | 16 de fevereiro de 2009 |
| Manila, Pampanga e Cebu, Filipinas                         |       |                                       |                         |
| 5–08                                                       | 69    | "Disappearing Manhattan"              | 23 de fevereiro de 2009 |
| Manhattan                                                  |       |                                       |                         |
| 5–09                                                       | 70    | "Sri Lanka"                           | 2 de março de 2009      |
| Colombo, Sri Lanka                                         |       |                                       |                         |
| 5–10                                                       | 71    | "Vietnam: There's No Place Like Home" | 9 de março de 2009      |
| Vietnã                                                     |       |                                       |                         |
| 5–11                                                       | 72    | "Chile"                               | 13 de julho de 2009     |
| Chile                                                      |       |                                       |                         |
| 5–12                                                       | 73    | "Australia"                           | 20 de julho de 2009     |
| Melbourne, Austrália                                       |       |                                       |                         |
| 5–13                                                       | 74    | "Rust Belt"                           | 27 de julho de 2009     |
| Baltimore, Maryland; Detroit, Michigan; Buffalo, Nova York |       |                                       |                         |

### Extras
| Título | Data de exibição    |
| --- | ------------------- |
| "No Reservations: Iceland: Special Edition"                                                                                 | 20 de março de 2006 |
| Bourdain e o produtor do programa, Chris Collins, revêem o episódio "Islândia", da primeira temporada, enquanto o comentam. |                     |
| "What's Your Trip with Anthony Bourdain"                                                                                    | 21 de maio de 2007  |
| Episódio piloto para uma proposta de nova série, onde Bourdain apresenta vídeos de viagem mandados por telespectadores.     |                     |

## Prêmios
A série foi premiada em 2009 e 2011 por melhor cinematografia para programa de não-ficção.